# Ray Bolger
Raymond Wallace Bolger (n. 10 ianuarie 1904, Dorchester⁠(d), Comitatul Suffolk, Massachusetts, SUA – d. 15 ianuarie 1987, Los Angeles, California, SUA) fost un actor american de film, televiziune și vodevil, cântăreț, dansator (în special de dans tap⁠(d)) și interpret (în special în teatrul muzical) care și-a început cariera în era filmului mut. Bolger este cunoscut în special pentru rolul său din filmul Vrăjitorul din Oz  din 1939 unde a interpretat rolul Sperietoarei⁠(d) și a fermierului "Hunk", respectiv pentru rolul lui Barnaby din filmul muzical al lui Walt Disney Țara Jucăriilor. De asemenea, acesta a fost și gazda emisiunii The Ray Bolger Show din 1953 până în 1955, inițial denumită "Where's Raymond?".

## Tinerețea
Bolger s-a născut la 598 Second St., în partea de sud a Bostonului⁠(d), Massachusetts, într-o familie catolică de origine irlandeză, fiul lui James Edward Bolger și Anne C. Wallace.   Tatăl său era parte din prima generație de imigranți irlandezi, de loc din Fall River, Massachusetts; mama sa „Annie” - care provenea dintr-o familie italiană numeroasă - s-a născut în Bridgewater, Massachusetts.  A copilărit și a urmat cursurile unei școli din districtul Codman Square din cartierul Dorchester⁠(d) din Boston, Massachusetts. După absolvirea liceului, a lucrat ca mesager bancar, iar apoi pentru compania de asigurări New England Mutual Life Insurance Company înainte de a primi un rol într-o producție Broadway intitulată „The Passing Show of 1926” care îi deschide cale spre vodevil.

## Cariera
Bolger și-a început cariera cu un spectacol de vodevil intitulat „Sanford & Bolger” împreună cu partenerul său de dans. În 1926, a dansat la legendarul Palace Theatre⁠(d) din New York, primul teatru de vodevil din Statele Unite. Datorită flexibilității corpului său și mișcărilor de dans improvizate a obținut multe roluri principale pe Broadway în anii 1930. A avut o carieră diversă filme,  fiind actor în filme, emisiuni de televiziune și în cluburi de noapte. În 1932 a fost ales membru al clubului de teatru The Lambs și a participat la spectacolul organizat în seara deschiderii la Radio City Music Hall în decembrie 1932.
Bolger a semnat primul său contract cu MGM în 1936 și cu toate că apare în Vrăjitorul din Oz la începutul carierei sale cinematografice, nu a fost sigurul său film important. Cea mai cunoscută apariție a sa înainte de Oz a fost Marele Ziegfeld (1936) și în Sweethearts (1938), primul film MGM în technicolor, cu Nelson Eddy și Jeanette MacDonald. A apărut și în filmul lui Eleanor Powell, Rosalie (1937).

### Vrăjitorul din Oz
Contractul cu MGM al lui Bolger prevedea că va juca orice rol ales de companie. Totuși, a fost nemulțumit când a aflat că urmează să-l interpreteze pe Omul de tinichea⁠(d) în adaptarea din 1939 a Vrăjitorului din Oz. Rolul Sperietoarei îi fusese deja acordat unui alt dansator pe nume Buddy Ebsen. În timp, rolurile au fost schimbate. Fața lui Bolger a fost permanent striată din cauza machiajului pe care l-a purtat în timpul fimărilor.

### Cariera după Oz
După Vrăjitorul din Oz, Bolger a semnat un contract cu RKO Pictures. În 1941 a făcut parte din distribuția unui spectacol alături de Harry James Brand⁠(d) în cadrul Teatrului Paramount din New York. Bolger era cunoscut pentru stilul de dans tap. La 7 decembrie 1941, japonezii au atacat Pearl Harbor, iar interpretarea lui Bolger a fost întreruptă de anunțul președintelui Roosevelt despre vestea atacului. Acesta a participat la spectacolele organizate de USO⁠(d) în teatrul de război din Pacific în timpul celui de-Al Doilea Război Mondial, și a apărut în filmul produs de United Artists Stage Door Canteen (1943).

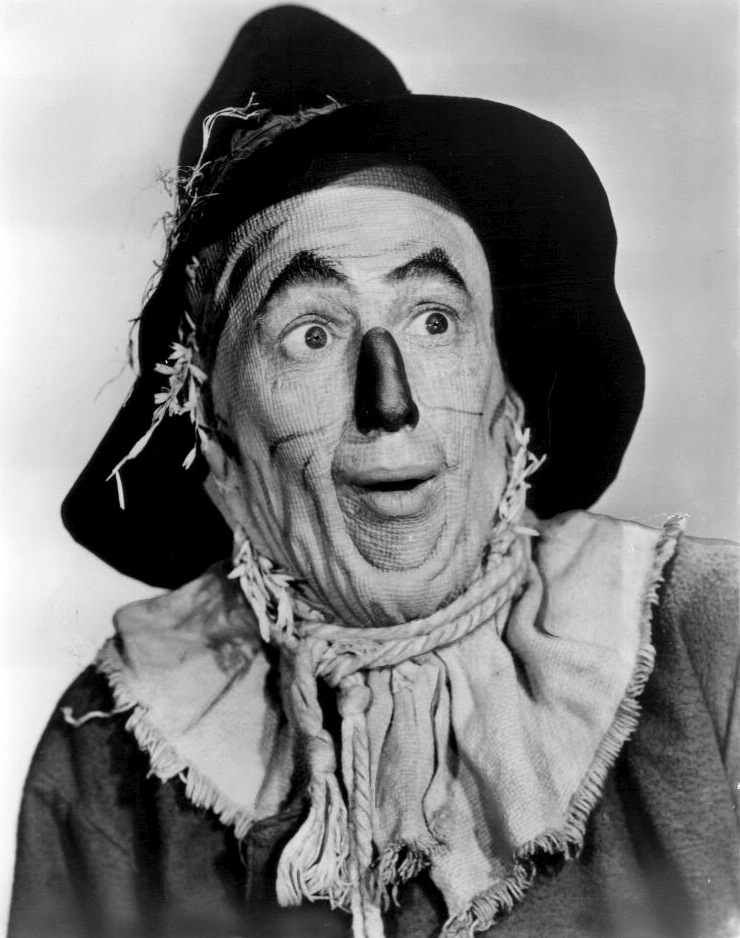
Bolger în rolul său din Vrăjitorul din Oz.

În 1946 s-a întors la MGM pentru un rol important în The Harvey Girls. În același an, a înregistrat un album pentru copii intitulat The Churkendoose.

### Broadway
Alte producții Broadway la care Bolger a luat parte au fost Life Begins at 8:40 (1934), On Your Toes (1936), By Jupiter (1942), All American (1962) și Where's Charley? (1948) pentru care a câștigat Premiul Tony pentru cea mai bună interpretare a unui actor principal într-un muzical⁠(d) și în care a interpretat melodia „Once in Love with Amy”, astăzi puternic asociată cu acesta. A reinterpretat rolul într-un film muzical în 1952.

### Televiziune
Bolger a apărut în propriul său sitcom ABC intitulat Unde este Raymond?[nefuncțională]
 (1953–1954), redenumit în următorul an The Ray Bolger Show[nefuncțională]
 (1954–55). A continuat să apară în filme printre care remake-ul lui Walt Disney Țara Jucăriilor (1961) și alte roluri minore pe parcursul anilor 1960 și 1970.
Bolger a fost deseori gazdă a diverse spectacole de televiziune precum episodul „Om bogat, Om sărac” al scurtmetrajului The Jean Arthur Show din 1966. În anii 1970 a interpretat în repetate rânduri rolul lui Fred Renfrew, tatăl lui Shirley Partridge (Shirley Jones) în sitcomul The Partridge Family și a apărut în Little House on the Prairie în rolul lui Toby Noe. A jucat și în alte seriale de televiziune precum Battlestar. Galactica, Fantasy Island și The Love Boat. La sfârșitul anilor 1970, Bolger a apărut într-o reclamă pentru marca "Scotch Buy" a supermarketurilor Safeway. Ultima sa apariție televizată a avut loc în cadrul Diff'rent Strokes în 1984, cu trei ani înainte să moară.
În ultimii ani, a dansat într-o reclamă pentru Dr Pepper, iar în 1985 acesta și Liza Minnelli, fiica lui Judy Garland, au făcut parte din distribuția filmuluiThat Dancing!, un film redactat de Jack Haley, Jr., fiul lui Jack Haley care a jucat rolul Omului de tinichea în Vrăjitorul din Oz.

## Viața personală
Bolger a fost căsătorit cu Gwendolyn Rickard timp de peste 57 de ani. Nu au avut copii. De religie romano-catolică, acesta a fost membru al parohiei Good Shepherd și al Catholic Motion Picture Guild din Beverly Hills, California. Bolger a fost un republican convins care l-a susținut în campania pentru algerile prezidențiale pe Barry Goldwater în 1964 și pe Richard Nixon în 1968.
În 1998, i s-a dedicat o Stea de Aur pe aleea celebrităților în Palm Springs, California. În 2016, orașul Boston a comandat o pictură murală în onoarea lui Ray Bolger în districtul Codman Square din cartierul Dorchester.
Actorul John Bolger este strănepotul acestuia.

## Moartea și moștenirea culturală

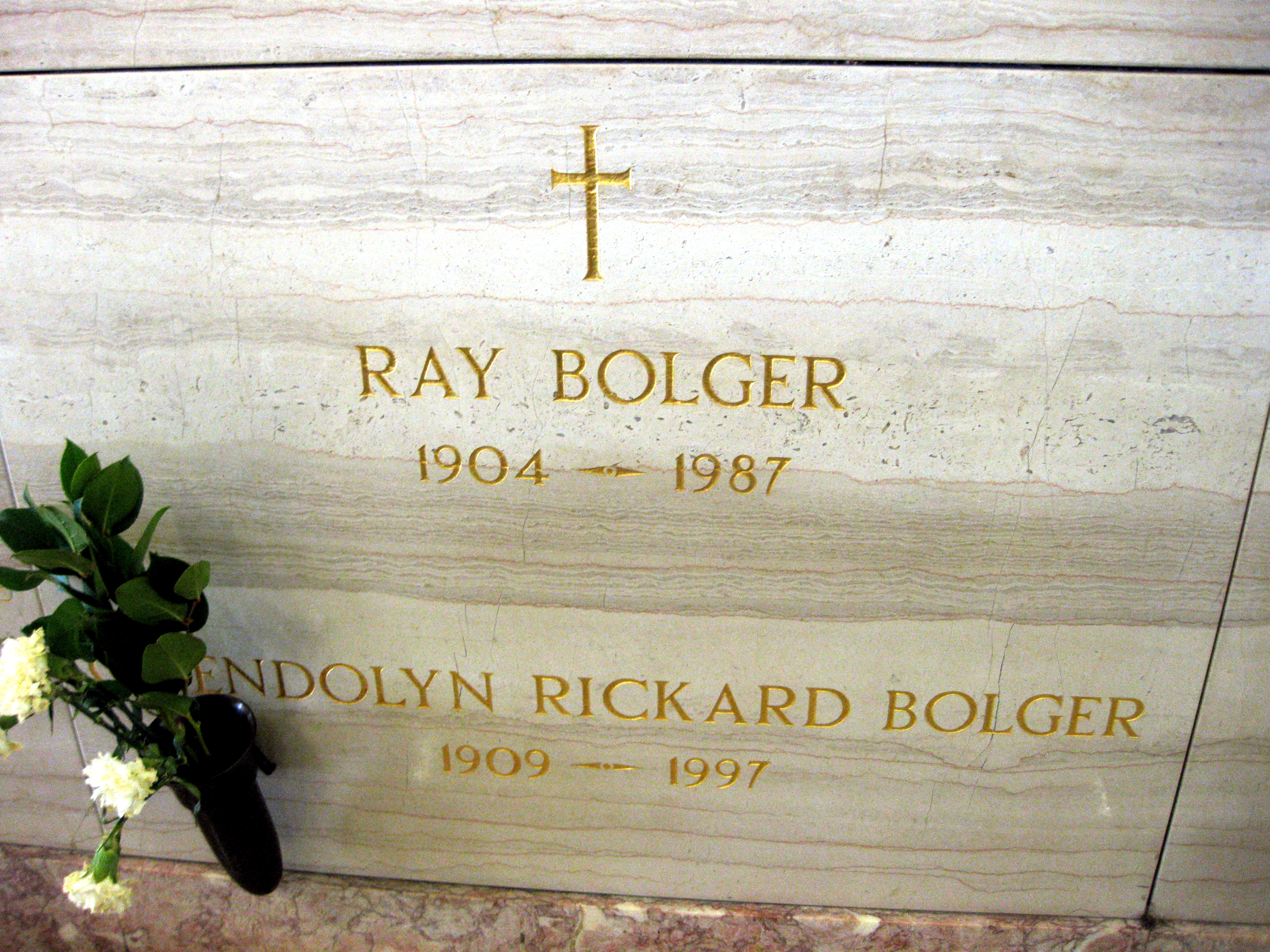
Mormântul lui Ray și Gwendolyn Bolger.

Bolger a fost diagnosticat cu cancer de vezică⁠(d) în 1986, iar la sfârșitul acelui an starea sa de sănătate s-a deteriorat și s-a mutat din casa sa din Beverly Hills într-un azil de bătrâni din Los Angeles. Acolo a încetat din viață pe15 ianuarie 1987, la 5 zile după împlinirea vârstei de 83 de ani. A fost înmormântat la cimitirul Holy Cross, Culver City.
La momentul morții sale, Bolger era ultimul membru al distribuției principale a Vrăjitorului din Oz. La înmormântarea lui Judy Garland, Bolger a fost singurul actor principal din Oz care a luate parte la funeralii. Acesta a fost prezent alături de Harold Arlen, compozitorul melodiei „Over the Rainbow”, și a soției sale Anya Taranda. S-a menționat că aceștia au fost printre puținii oaspeți care au rămas până la încheierea înmormântării.
De fiecare dată când era întrebat dacă primește redevențe ca urmare a televizării clasicului film, Bolger răspundea cu: „Nu, doar imortalitate. Mă voi mulțumi cu asta." Sperietoarea lui Bolger este considerată printre „cele mai îndrăgite personaje de film din toate timpurile” de AMC și Institutul American de Film.
Pentru contribuțiile aduse industriei cinematografice, Bolger a primit o stea de film pe Hollywood Walk of Fame în 1960. Acesta este situată la 6788 pe Bulevardul Hollywood.
În 2019, a fost publicată biografia More Than a Scarecrow de Holly Van Leuven, prima biografie completă a vieții și carierei lui Ray Bolger.

## Filmografie

### Filme
|      | An                          | Nume                | Rol               | Note |
| 1936 | The Great Ziegfeld          | Ray Bolger          |                   |      |
| 1937 | Rosalie                     | Bill Delroy         |                   |      |
| 1938 | The Girl of the Golden West | Happy Moore         | (scene eliminate) |      |
| 1938 | Sweethearts                 | Hans                |                   |      |
| 1939 | The Wizard of Oz            | Hunk / Sperietoarea |                   |      |
| 1941 | Sunny                       | Bunny Billings      |                   |      |
| 1942 | Four Jacks and a Jill       | Nifty Sullivan      |                   |      |
| 1943 | Forever and a Day           | Sentry              | (scene eliminate) |      |
| 1943 | Stage Door Canteen          | Ray Bolger          |                   |      |
| 1946 | The Harvey Girls            | Chris Maule         |                   |      |
| 1949 | Look for the Silver Lining  | Jack Donahue        |                   |      |
| 1952 | Where's Charley?            | Charley Wykeham     |                   |      |
| 1952 | April in Paris              | S. Winthrop Putnam  |                   |      |
| 1961 | Babes in Toyland            | Barnaby             |                   |      |
| 1966 | The Daydreamer              | The Pieman          |                   |      |
| 1979 | Just You and Me, Kid        | Tom                 |                   |      |
| 1979 | The Runner Stumbles         | Monsignor Nicholson |                   |      |
| 1982 | Annie                       | Sound Effects Man   |                   |      |
| 1985 | That's Dancing!             | Gazdă               | Film documentar   |      |